# Хапс, Риджесиано
Риджесиано Делано Леандро Хапс (нидерл. Ridgeciano Delano Leandro Haps; род. 12 июня 1993, Утрехт, Нидерланды) — суринамский и нидерландский футболист, защитник клуба «Венеция» и сборной Суринама.

## Клубная карьера
Хапс — воспитанник клуба АЗ. 28 сентября 2013 года в матче против ПСВ он дебютировал в Эредивизи. В начале 2014 года для получения игровой практики Риджесиано на правах аренды перешёл в «Гоу Эхед Иглз». 2 февраля в матче против НЕК Хапс дебютировал в Эрстедивизи. После окончания аренды он вернулся в АЗ. 20 февраля 2016 года в поединке против «Гронингена» Риджесиано забил свой первый гол за клуб.
Летом 2017 года перешёл в «Фейеноорд», подписав контракт на пять лет. Сумма трансфера составила 6 млн евро. 5 августа в матче Суперкубка Нидерландов против «Витесса» он дебютировал за новую команду. В этом же поединке Риджесиано помог клубу выиграть трофей.
31 августа 2021 года подписал трёхлетний контракт с итальянским клубом «Венеция».

## Международная карьера
За сборную Суринама Хапс дебютировал 4 июня 2021 года в матче квалификации чемпионата мира 2022 против сборной Бермудских Островов. Был включён в состав сборной на Золотой кубок КОНКАКАФ 2021.

## Достижения
Командные
«Фейеноорд»
- Обладатель Кубка Нидерландов — 2017/18
- Обладатель Суперкубка Нидерландов (2) — 2017, 2018